# Stazione di Lavorgo
La stazione di Lavorgo è una stazione ferroviaria posta sulla linea del Gottardo, in Svizzera. Serve l'omonimo centro abitato, frazione del comune di Faido.